# David Sanchez
David Sanchez, född 1980, är en fransk ingenjör som är teknisk direktör för det franska Formel 1-stallet Alpine F1 sedan den 2 maj 2024.
År 2004 avlade han en examen vid École nationale supérieure de mécanique et d'aérotechnique. År 2005 fick han anställning hos Renault F1 med att arbeta med aerodynamik. Bara två år senare blev han rekryterad till McLaren och fortsatte arbeta med aerodynamik. Sanchez blev senare befordrad att arbeta som lagledare vid McLarens aerodynamikavdelning. År 2012 lämnade han McLaren och gick över till Scuderia Ferrari med chefsbefattning för deras aerodynamikavdelning. År 2016 utsågs Sanchez till aerodynamikchef när han ersatte Dirk de Beer. Tre år senare blev han avdelningschef för aerodynamik. År 2021 blev Sanchez befordrad till att vara chef för fordonskoncept. Den 9 mars 2023 lämnade han Ferrari medan den 23 mars meddelade McLaren att deras dåvarande tekniska direktör James Key skulle lämna McLaren och skulle ersättas av Neil Houldey, Peter Prodromou och Sanchez. För Sanchezs del återvänder han till McLaren den 1 januari 2024. Efter bara tre månader senare lämnade han dock McLaren efter att det framkom att hans roll var mindre än vad han hade förväntat sig. Den 2 maj blev han ny teknisk direktör för Alpine.